# Веслування на байдарках і каное на літніх Олімпійських іграх 2016 — каное-двійки, 1000 метрів (чоловіки)
Змагання з веслування на каное-двійках серед чоловіків (дистанція 1000 м) на літніх Олімпійських іграх 2016 пройшли 19-20 серпня на озері Родріго-де-Фрейташ.

## Порядок проведення
Змагання включали кваліфікаційні запливи, півфінали та фінал.

## Розклад
Хронологія за бразильським часом (UTC−3)
| Дата                | Час         | Етап                  |
| ------------------- | ----------- | --------------------- |
| 19 серпня, п'ятниця | 09:21 10:21 | Кваліфікація Півфінал |
| 20 серпня, субота   | 09:14       | Фінал                 |

## Результати

### Попередні запливи

#### Заплив 1
| Місце | Спортсмени                          | Країна          | Час      | Примітки |
| ----- | ----------------------------------- | --------------- | -------- | -------- |
| 1     | Ерлон де Соуза Сілва Ісакіас Кейрос | Бразилія (BRA)  | 3:33.269 | FA       |
| 2     | Дмитро Янчук Тарас Міщук            | Україна (UKR)   | 3:35.284 | SF       |
| 3     | Ілля Штокалов Ілля Первухін         | Росія (RUS)     | 3:43.105 | SF       |
| 4     | Мартін Марінов Ференц Сексарді      | Австралія (AUS) | 4:07.372 | SF       |
| 5     | Мусса Шамауне Жоакім Лобо           | Мозамбік (MOZ)  | 4:14.002 | SF       |

#### Заплив 2
| Місце | Спортсмени                                | Країна           | Час      | Примітки |
| ----- | ----------------------------------------- | ---------------- | -------- | -------- |
| 1     | Себастьян Брендель Ян Вандрей             | Німеччина (GER)  | 3:33.482 | FA       |
| 2     | Фернандо Даян Хорхе Енрікес Сергій Торрес | Куба (CUB)       | 3:34.939 | SF       |
| 3     | Роберт Міке Генрік Вашбаняі               | Угорщина (HUN)   | 3:35.501 | SF       |
| 4     | Філіп Дворжак Ярослав Радон               | Чехія (CZE)      | 3:36.818 | SF       |
| 5     | Матеуш Камінський Міхал Кудла             | Польща (POL)     | 3:44.717 | SF       |
| 6     | Герасим Кочнєв Серік Мірбеков             | Узбекистан (UZB) | 4:00.330 | SF       |

### Півфінали

#### Півфінал 1
| Місце | Спортсмени                  | Країна         | Час      | Примітки |
| ----- | --------------------------- | -------------- | -------- | -------- |
| 1     | Дмитро Янчук Тарас Міщук    | Україна (UKR)  | 3:38.384 | FA       |
| 2     | Філіп Дворжак Ярослав Радон | Чехія (CZE)    | 3:42.166 | FA       |
| 3     | Роберт Міке Генрік Вашбаняі | Угорщина (HUN) | 3:56.126 | FA       |
| 4     | Мусса Шамауне Жоакім Лобо   | Мозамбік (MOZ) | 4:23.965 | FB       |

#### Півфінал 2
| Місце | Спортсмени                                | Країна           | Час      | Примітки |
| ----- | ----------------------------------------- | ---------------- | -------- | -------- |
| 1     | Фернандо Даян Хорхе Енрікес Сергій Торрес | Куба (CUB)       | 3:40.192 | FA       |
| 2     | Герасим Кочнєв Серік Мірбеков             | Узбекистан (UZB) | 3:40.772 | FA       |
| 3     | Ілля Штокалов Ілля Первухін               | Росія (RUS)      | 3:42.127 | FA       |
| 4     | Матеуш Камінський Міхал Кудла             | Польща (POL)     | 3:43.467 | FB       |
| 5     | Мартін Марінов Ференц Сексарді            | Австралія (AUS)  | 4:13.754 | FB       |

### Фінали

#### Фінал B
| Місце | Спортсмени                     | Країна          | Час      | Примітки |
| ----- | ------------------------------ | --------------- | -------- | -------- |
| 1     | Матеуш Камінський Міхал Кудла  | Польща (POL)    | 3:52.964 |          |
| 2     | Мартін Марінов Ференц Сексарді | Австралія (AUS) | 4:10.238 |          |
| 3     | Мусса Шамауне Жоакім Лобо      | Мозамбік (MOZ)  | 4:38.732 |          |

#### Фінал A
| Місце | Спортсмени                                | Країна           | Час      | Примітки |
| ----- | ----------------------------------------- | ---------------- | -------- | -------- |
| 1     | Себастьян Брендель Ян Вандрей             | Німеччина (GER)  | 3:43.912 |          |
| 2     | Ерлон де Соуза Сілва Ісакіас Кейрос       | Бразилія (BRA)   | 3:44.819 |          |
| 3     | Дмитро Янчук Тарас Міщук                  | Україна (UKR)    | 3:45.949 |          |
| 4     | Роберт Міке Генрік Вашбаняі               | Угорщина (HUN)   | 3:46.198 |          |
| 5     | Ілля Штокалов Ілля Первухін               | Росія (RUS)      | 3:46.776 |          |
| 6     | Фернандо Даян Хорхе Енрікес Сергій Торрес | Куба (CUB)       | 3:48.133 |          |
| 7     | Філіп Дворжак Ярослав Радон               | Чехія (CZE)      | 3:49.352 |          |
| 8     | Герасим Кочнєв Серік Мірбеков             | Узбекистан (UZB) | 3:52.920 |          |